# 中国大陆居民铅中毒事件列表
本条目收录发生在中国大陆的居民鉛中毒事件。

## 2006年

### 甘肃省天水市麦积区甘泉镇吴家河村铅中毒事件
2006年4月15日，中国中央电视台第十二频道（社会与法频道）报道了甘肃省天水市麦积区甘泉镇吴家河村200多名村民铅超标事件。在村民的三次铅检测中，兰州医学微量研究所麦积区分所为53个孩子进行了检测，结果无一例外铅超标。而天水市麦积区人民政府邀请天水市疾病预防控制中心重新检测后，除1名儿童达到临界值外，其余49名儿童尿铅检测正常。后村民前往陕西省西安市中心医院（加挂“西安交通大学医学院附属西安市中心医院”牌子）职业病科进行检测，检测了200余人，共有211人铅含量严重超标，其中68人被初步确定为铅中毒。相关企业为天水和鑫工贸公司铅冶炼厂与天水秦川锌品有限责任公司，受到村民的怀疑。

### 甘肃省陇南市徽县水阳乡铅中毒事件
2006年8月末至9月，甘肃省徽县水阳乡有近千人到陕西省西安市西京医院进行血铅检测，其中373人为儿童。这些儿童中，90%以上血铅超标，最高者血铅含量为619μg/L，超标数倍，被诊断为重度铅中毒，而成人中血铅超标也很普遍。据华商报报道，因铅中毒而涉及的村民达2000多人。相关企业为甘肃徽县铅锭冶炼厂，事后被责令停产搬迁。

## 2010年

### 安徽省安庆市怀宁县高河镇铅中毒事件
2010年底至2011年初，安徽省安庆市怀宁县高河镇已有307名高河镇儿童被送至安徽省立儿童医院接受血铅检查，其中血铅超标儿童数量为228名。肇事公司为博瑞电源有限公司，据怀宁县相关部门调查，博瑞电源有限公司未通过环保“三同时”验收，超时违规试生产，是造成此次血铅超标的主要原因。

### 山东省泰安市宁阳县罡城镇辛安店吴家林村铅中毒事件
2010年，山东宁阳县吴家林村145名村民中，121人被检测出血铅超标。此前有部分村民去医院进行检测，其中有儿童血铅高达500μg/L，属重度铅中毒。相关污染源为距离村子相隔不到200米处的山东超威电源有限公司所建的一处工厂，而安全防护距离应该为800米及以上。

## 2025年

### 甘肃省天水市麦积区铅中毒事件
2025年甘肃省天水市麦积区褐石培心幼儿园出现大量铅中毒的幼童。据西安市中心医院检测报告显示，数十名幼童体内的血铅含量达到了200μg/L到500μg/L（正常儿童血铅参考值为100μg/L（微克每升）以下）。